# Байжансай
Байжансай (каз. Байжансай) — село (до 1998 года — посёлок городского типа) в Сузакском районе Туркестанской области Казахстана. Входит в состав Алмалинского сельского округа. Находится в труднодоступной горной местности примерно в 46 км к востоку от районного центра, села Шаян (В 135 километрах к северу от Шымкента). Код КАТО — 513639180.
Бывший посёлок горняков Ачисайского полиметаллического комбината.

## История
Свинцово-цинковое рудопроявление в Байжансае известно с давних времен. Первые сведения об этом районе в литературе приводятся исследователями В. Н. Вебером и М. Н. Бронниковым в начале 20 века. Но лишь в 1920-х годах частный предприниматель Бобров попытался в незначительных размерах организовать добычу богатых свинцовых руд, лежащих на поверхности. Руда транспортировалась на верблюдах в Аулие-Ату (Тараз), где на кустарном заводе из нее выплавлялся свинец.
Планомерные геологоразведочные работы начались в 1930 году в связи со строительством Чимкентского свинцового завода. Местный охотник Байжан показал разведочной партии рудную точку, откуда он брал металл для изготовления свинцовых пуль. Овраг (сай), где она находилась, и был назван геологами в честь Байжана. 
В 1939 году было основано Байжансайское рудоуправление, которое подчинялось Чимкентскому свинцовому заводу. Одновременно началось строительство рабочего поселка, обогатительной фабрики, дизельной электростанции. В неимоверно трудных условиях сооружались грунтовые дороги по ущелью до села Леонтьевка (20 километров) и до железнодорожной станции Чулактау (ныне город Каратау) протяженностью 65 километров.
Весной 1941 года Байжансай получил статус рабочего посёлка.
Все промышленные объекты Байжансая были сданы в эксплуатацию в 1942 году. Сразу же после войны началось техническое перевооружение Байжансая. На рудник пришли мощные скреперные лебедки, экскаваторы и самосвалы МАЗ. Конную тягу заменила электровозная откатка.
В 1950 году вошла в строй шахта Байжансай, 1952 год стал годом рождения на Байжансае еще одного нового рудника — Аксуран.
В апреле 1961 года хозяином Банжансайского рудоуправления стал Ачисайский полиметаллический комбинат (до этого оно подчинялось Чимкентскому свинцовому заводу). Началась коренная реконструкция промышленных предприятий, значительно улучшилось и материально-техническое снабжение.
В 1970-х годах силами тружеников рудника построен клуб с кинозалом на 250 мест, при клубе создана музыкальная школа, библиотека с художественной и технической литературой. Осуществлена теплофикация жилых домов. Введён в эксплуатацию телевизионный ретранслятор, в урочище Куржайляу для горняков и обогатителей построена зона отдыха. Молодые рабочие и специалисты имели благоустроенное общежитие на 140 мест.
В начале 1990-х годов добыча свинца прекратилась, посёлок быстро пришёл в упадок, большинство жителей уехало отсюда.

## Население
В советский период численность населения посёлка достигала 3900 человек.
В 1999 году население села составляло 339 человек (169 мужчин и 170 женщин). По данным переписи 2009 года в селе проживало 198 человек (98 мужчин и 100 женщин).

## Инфраструктура
Большинство зданий и сооружений села заброшены и частично разрушены. Эти развалины привлекают внимание туристов. В тёплое время года организуются частные автомобильные экскурсии в Байжансай из Шымкента.

Дорога, ведущая в село, находится в сильно изношенном состоянии (включая 18 мостовых переходов). В зимнее время в период залегания снежного покрова село 2—3 месяца вообще отрезано от мира. 

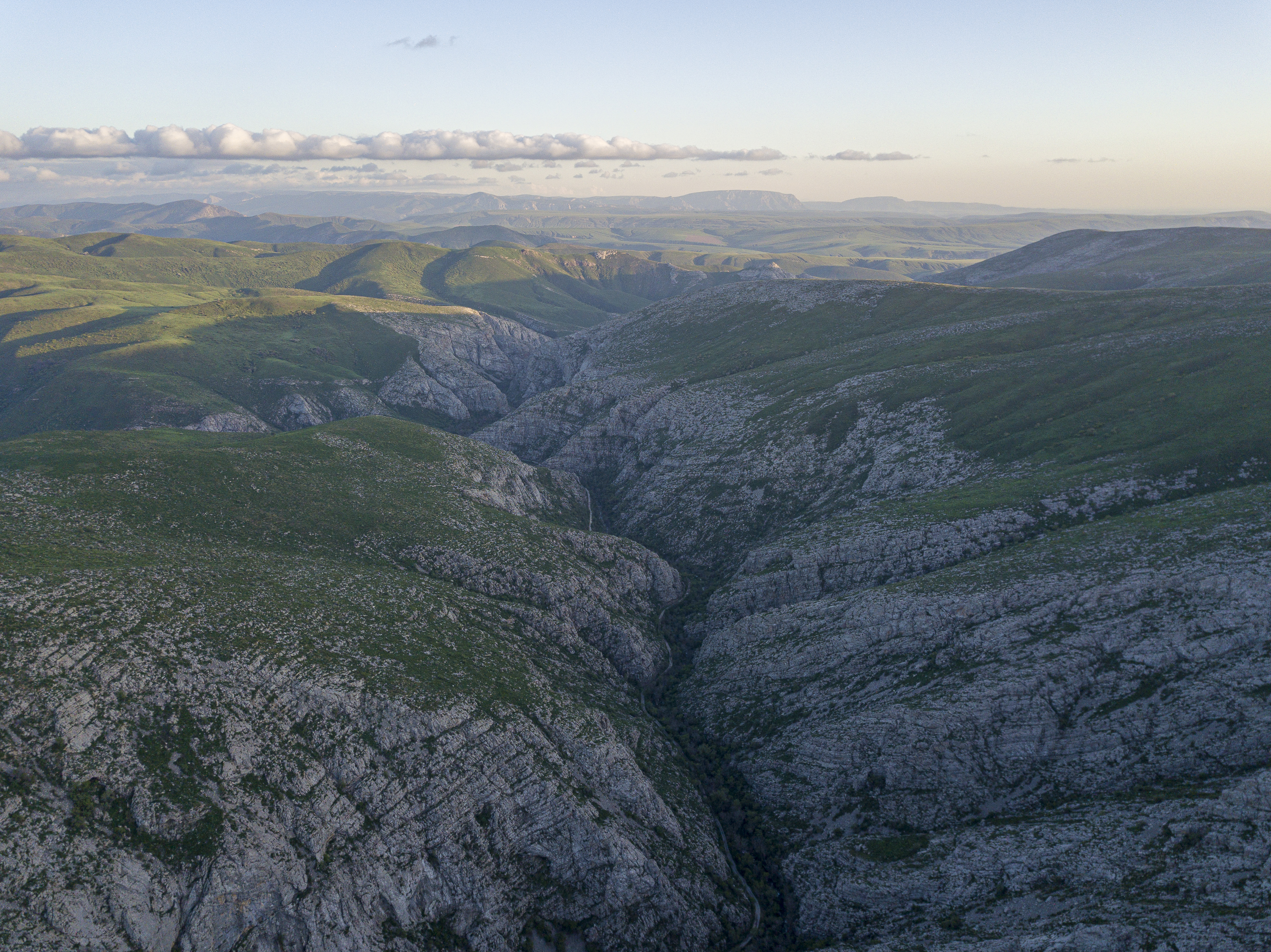
Ущелье по дороге в Байжансай с видом на гору Улькентура и Угамский хребет

## Известные уроженцы
- Винокуров, Эдуард Теодорович (1942—2010) — спортсмен, 2-кратный Олимпийский чемпион (1968 и 1976).